# Classe Lepanto
La classe Lepanto di cacciatorpediniere dell'Armada Española era costituita da unità della classe Fletcher che gli Stati Uniti cedettero alla Spagna nell'ambito del Mutual Defense Assistance Program in seguito ad un accordo tra i due stati raggiunto nel 1953.

## Caratteristiche
I Fletcher avevano uno scafo con ponte di tipo continuo senza castello prodiero, con la sovrastruttura che presentava due fumaioli bassi e compatti.
L'apparato propulsivo che raggiungeva la potenza di 60.000hp e permetteva alle navi una velocità di circa 35 nodi, era costituito da due gruppi di turbine ad ingranaggi alimentate dal vapore di quattro caldaie, con ogni gruppo di caldaie che sfogava in un fumaiolo separato.

### Armamento
L'armamento sulla capoclasse Lepanto e sull'Almirante Ferrándiz  era costituito da cinque cannoni da 127/38 mm in cinque torrette singole, disposte due a prua e tre a poppa, una delle quali sul ponte, che costituivano l'armamento principale; l'armamento antiaereo disponeva di sei cannoni da 40mm/60 Mk1 in tre impianti binati e sei mitragliere 20mm/70 Mk4, mentre l'armamento antisommergibile era costituito da sei tubi lanciasiluri MK 32 per siluri da 324mm in due impianti tripli, due scaricabombe di profondità e due mortai antisommergibili Hedgehogs Mk11.
Sulle altre tre unità l'armamento era costituito da quattro cannoni da 127/38 mm, sei cannoni da 76mm/50 Mk33 in tre impianti binati, che costituivano l'armamento principale, mentre tre tubi lanciasiluri da 533mm, due Hedgehogs Mk11 e uno scaricabombe di profondità costituivano l'armamento antisommergibile.

### Elettronica
L'elettronica era costituita dal radar di ricerca SPS 6C, dal radar tattico SPS 10, radar di controllo tiro Mk37, dalla direzione del tiro Mk56 con un radar Mk35, dalla direzione del tiro Mk63 con radar SPG34 per i cannoni da 76mm, per le unità dotate di tali armi; altri sensori erano il sonar a scafo SQS 29 o SQS 32 al posto del sonar originario SQS 4, mentre le contromisure elettroniche erano costituite dalla suite ESM AN/WLR 1 e dal sonar decoy filabile Fanfare.

## Servizio
Le unità che gli spagnoli ebbero dagli americani furono cinque ed erano conosciute nella Armada Española con il soprannome "Los Cinco Latinos".
Le navi utilizzate dalla US Navy durante la seconda guerra mondiale erano state poste in riserva alla fine degli anni quaranta erano state ammodernate nell'elettronica e nell'armamento nel corso degli anni cinquanta prima di essere cedute agli spagnoli. Le prime due unità entrarono in servizio nella Armada Española nel 1957, le altre tra il 1959 e la fine del 1960; i cacciatorpediniere Classe Lepanto costituirono la spina dorsale della Armada Española nel corso degli anni sessanta e vennero sostituite nei loro compiti di unità di scorta all'inizio degli anni ottanta con l'entrata in servizio delle corvette della Classe Descubierta quando ormai erano obsolete. Le unità che gli spagnoli ebbero a titolo di prestito, vennero acquistate dalla Spagna il 1º ottobre 1972.
L'unità capoclasse Lepanto subì dei danni andando ad incagliare il 16 aprile 1977.
I cacciatorpediniere Classe Lepanto vennero inquadrati nella 21ª Escuadrilla Destructores, con base a Cartagena, e a partire dal 1980 vennero trasferiti alle Fuerzas de Vigilancia Marítima, prestando servizio como pattugliatori di altura fino al termine della loro vita operativa. L'Almirante Ferrándiz venne assegnato alla Zona Marítima de Canarias, Lepanto e Jorge Juan alla Zona Marítima del Cantábrico e l'Almirante Valdés alla Zona Marítima del Mediterráneo.

## Unità della classe
| Nome                              | cantiere                                  | sigla | Varo             | entrata in servizio | Radiazione       | Destino finale |
| --------------------------------- | ----------------------------------------- | ----- | ---------------- | ------------------- | ---------------- | -------------- |
| Lepanto ex USS Capps              | Gulf Shipbuilding Co Chickasaw-Alabama    | D-21  | 31 maggio 1942   | 15 maggio 1957      | 31 dicembre 1985 | demolito       |
| Almirante Ferrándiz ex USS Taylor | Gulf Shipbuilding Co Chickashaw-Alabama   | D-22  | 4 luglio 1942    | 15 maggio 1957      | 17 novembre 1987 | demolito       |
| Almirante Valdés ex USS Converse  | Bath Iron Works Co Bath-Maine             | D-23  | 30 agosto 1942   | 1º luglio 1959      | 17 novembre 1986 | demolito       |
| Alcalá Galiano ex USS Jarvis      | Todd Pacific Inc Seattle-Washington       | D-24  | 14 febbraio 1944 | 3 novembre 1960     | 15 dicembre 1988 | demolito       |
| Jorge Juan ex USS McGowan         | Federal Shipbuilding Co Kearny-New Jersey | D-25  | 14 novembre 1943 | 1º dicembre 1960    | 15 novembre 1988 | demolito       |